# Doraemon
Doraemon (ドラえもん?) este o serie manga japoneză scrisă și ilustrată de Fujiko F Fujio, publicată în Japonia din decembrie 1969 până în aprilie 1996, pentru un total de douăzeci și șapte de ani de activitate. Seria manga a fost tradusă și publicată în mai multe limbi, inclusiv în italiană de Star Comics, în engleză de Shogakukan și AltJapan, în franceză de Kana și în spaniolă de Planeta DeAgostini.
Cu peste 170 de milioane de exemplare vândute în toată lumea, Doraemon este considerat una dintre cele mai cunoscute și de succes serii manga și anime din toate timpurile.

## Intriga
Nobita Nobi este un băiat japonez de zece ani care este în clasa a cincea; deși este o persoană cu inimă bună, el se caracterizează prin lene, ghinion și slăbiciune fizică. Tocmai din acest motiv este obligat să se supună aroganței lui Takeshi Gōda, poreclit Gian, un bătăuș irascibil și puternic, și lui Suneo Honekawa, un băiat înstărit și răsfățat, care exploatează prietenia lui Gian pentru a obține respectul celorlalți băieți. Singurul vis al lui Nobita de a se căsători cu prietena și colega sa de clasă Shizuka Minamoto, dar este împiedicat de prezența lui Dekisugi Hidetoshi, un tânăr extrem de inteligent.
Datorită rezultatelor sale proaste la școală și în domeniile sportive, Nobita este constant reproșat de profesor și părinți, Tamako și Nobisuke, care încearcă în zadar să-l încurajeze să facă mai mult și să-și asume responsabilitățile. Totuși, Nobita va continua să-și strângă eșecurile care îi vor aduce în sărăcie pe viitoarea sa familie și pe descendenții săi. Acțiunile sale l-ar fi determinat pe viitor să nu fie admis la universitate, să înființeze o companie de artificii care să producă doar datorii și să nu se căsătorească cu fata de care era îndrăgostit, Shizuka, ci cu sora lui Gian, Jaiko. Sewashi Nobi, descendent al lui Nobita din secolul 22, decide să se întoarcă în timp pentru a-l ajuta pe băiat să-și îmbunătățească viitorul, lăsând o pisică robot, Doraemon, să vegheze asupra lui. Acesta din urmă, grație 'gattoponului', un buzunar în patru dimensiuni care conține numeroase gadgeturi numite 'chiusky', revoluționează complet viața lui Nobita, îmbunătățind relațiile pe care tânărul le are cu părinții și prietenii.
Doraemon a devenit rapid un prieten al tânărului și s-a arătat a fi extrem de atent la el: l-a susținut în momente de dificultate. Cei doi trăiesc împreună atât de multe aventuri, iar băiatul, deși de multe ori greșește, reușește în continuare cu ajutorul lui Doraemon să-și rezolve problemele, făcând lucrurile corecte și învățând lecția la datorie. Viitorul lui Nobita devine atât de roz, permițându-i tânărului să se căsătorească cu Shizuka. Doraemon se poate întoarce astfel la viitor: de fapt, băiatul a crescut și se poate confrunta singur cu problemele pe care viața le va pune în față.

## Personajele
Doraemon prezintă un grup mic de personaje, fiecare caracterizat prin propria particularitate și reprezentând un microcosmos al societății japoneze, care reflectă relațiile dintre diferitele clase. Există, de asemenea, numeroase personaje secundare sau ocazionale care uneori ajung să joace un rol principal în narațiune.

### Doraemon
Doraemon (ド ラ え も ん) este o pisică robot asamblată folosind tehnologia secolului XXII și capabilă să simtă emoții ca orice ființă umană. Pentru a-l reprezenta, Fujio s-a inspirat dintr-o pisică și o păpușă okiagari-koboshi, o jucărie de papier-mâché extrem de populară în Japonia. Numele său a fost scris combinând caracterele celor două sisteme de scriere silabică japoneză: katakana (ド ラ) și hiragana (え も ん). Pentru partea inițială, dora s-a inspirat din termenul 'dora neko' (ど ら 猫 'Pisică fără stăpân'), la rândul său, provine din 'nora' (ノ ラ 'fără stăpân'). Cu toate acestea, în limba japoneză, dora' înseamnă și gong: în serie au fost introduse atât de multe jocuri de cuvinte și referințe legate de asonanță, în primul rând pasiunea lui Doraemon pentru dulcele dorayaki. Partea finală, -emon, este în schimb un sufix prezent în unele nume proprii de persoane de sex masculin, cum ar fi Goemon (ご え も ん); în acest fel, autorul a creat un nume arhaic și învechit pentru un robot din secolul XXII, obținând efectul comic dorit.

### Nobita
Nobita Nobi (野 比 の び 太 Nobi Nobita) este un băiat cu suflet blând, dar caracterizat de ghinion persistent; din această cauză Doraemon nu devine pentru el doar un prieten, ci un adevărat deus ex machina capabil să-l ajute să rezolve fiecare problemă. Din cauza lenei sale extreme, tânărului nu îi place să studieze și preferă să-și petreacă zilele dormind; acest aspect al personajului Nobita este evidențiat și prin numele său, o piesă pe cuvinte bazată pe expresia nobi-nobi (の び の び) și care are un sens dublu, fiind translabilă cu 'o persoană lipsită de griji' și 'o persoană care o ia ușor'. În intențiile autorului, băiatul reprezintă bunătatea clasei de mijloc, dar, în același timp, și obișnuința sa; în plus, părinții tânărului înfățișează două personaje extrem de răspândite în societatea japoneză: mama este gospodină, în timp ce tatăl lui este înfățișat drept salariatul obligat să facă călătorii lungi pentru a merge la locul de muncă.

### Shizuka
Shizuka Minamoto (源 静香 Minamoto Shizuka) este o colegă de clasă a lui Nobita, căreia îi este întotdeauna bună, amabilă și prietenoasă: personajul fetei este de fapt caracterizat pentru a reprezenta ojō-sama, o fată cu aspect bun din comportament rafinat. Shizuka este îndrăgostită în secret de Nobita, care împărtășește acest sentiment și încearcă, cu ajutorul lui Doraemon, să câștige în sfârșit inima prietenului său.

### Gian și Suneo
Personajele lui Takeshi „Gian” Gōda (剛 田 武 Gōda Takeshi) și Suneo Honekawa (川 ス ネ 夫 光 平 Honekawa Suneo), primul bătăușul cartierului și al doilea complicele său, prezintă un comportament ambivalent față de Nobita: pe de o parte tind să-l excludă sau să se ia de el, pe de altă parte sunt întotdeauna gata să-l ajute în momente de dificultate. În intenția autorului, Suneo întruchipează aroganța și egocentrismul clasei superioare de mijloc, în timp ce impulsivitatea lui Gian practicitatea clasei mijlocii-joase.

### Dekisugi
Dekisugi Hidetoshi (出木杉 英才 Hidetoshi Dekisugi) este un băiat foarte inteligent, politicos și savant, coleg de clasă al lui Nobita. Este, fără îndoială, cel mai bun la studiu, la arte, la gătit, la instrumente de cântat și chiar la sport și, prin urmare, este popular și admirat de colegii de clasă și de școală, în special de Shizuka, care, uneori, pare să-l prefere în locul lui Nobita. Cu ea păstrează un jurnal secret în care își schimbă ideile. Spre deosebire de ceilalți prieteni ai lui Nobita, Dekisugi nu se bazează pe gadgeturile lui Doraemon, cu excepția unor cazuri rare, având în vedere marea sa responsabilitate. De asemenea, este foarte modest, spre deosebire de Suneo și nu se laudă niciodată că este mai bun decât tovarășii săi, cărora este întotdeauna gata să dea o mână de ajutor.
Nobita îl apreciază profund pe Dekisugi și își recunoaște îndemânarea, dar este în același timp gelos pe el și încearcă des să-l facă să arate prost în fața lui Shizuka, dar fără succes, sau să-i spioneze conversațiile. De multe ori, Nobita cere ajutorul lui Dekisugi atunci când nu înțelege cum să rezolve temele și nu ezită să copieze de la el când are ocazia, uneori chiar folosind mașina timpului. Dekisugi este îndrăgostit de Shizuka, ca și Nobita, care, prin urmare, îl consideră un rival.
În Rămâi cu mine, Doraemon, Shizuka, din cauza unui gadget, se îndrăgostește nebun de Dekisugi, dar el o va respinge, spunându-i că nu a vrut ca îndrăgostirea lui să fie doar o operă a unui gadget. Tot în film, cu puțin timp înainte de căsătoria lui Nobita, îi va mărturisi că și el s-a îndrăgostit de Shizuka și că i-ar fi plăcut să se căsătorească cu ea. În viitor, Dekisugi va deveni astronaut, se va căsători și va avea un fiu pe nume Ideo; chiar și după căsătoria lui Shizuka, el va păstra în continuare o puternică prietenie cu ea.